# Shinji Murai
Shinji Murai (村井 慎二 Murai Shinji?,  nacido el 1 de diciembre de 1979 en Chiba, Chiba) es un exfutbolista japonés que se desempeñaba como centrocampista.
Murai jugó 5 veces para la selección de fútbol de Japón entre 2005 y 2006.

## Trayectoria

### Clubes
| Club                | País  | Año         |
| ------------------- | ----- | ----------- |
| JEF United Ichihara | Japón | 1998 - 2004 |
| Júbilo Iwata        | Japón | 2005 - 2009 |
| JEF United Chiba    | Japón | 2010 - 2011 |
| Oita Trinita        | Japón | 2012 - 2013 |

### Selección nacional
| Selección | País  | Año         |
| --------- | ----- | ----------- |
| Absoluta  | Japón | 2005 - 2006 |

## Estadística de equipo nacional
| Selección de Japón | Selección de Japón | Selección de Japón |
| Año                | Part.              | Goles              |
| ------------------ | ------------------ | ------------------ |
| 2005               | 3                  | 0                  |
| 2006               | 2                  | 0                  |
| Total              | 5                  | 0                  |